# Benjamin Goodhue
Benjamin Goodhue (Salem, 20 settembre 1748 – Salem, 28 luglio 1814) è stato un politico statunitense. Fu membro di entrambe le camere degli Stati Uniti.

## Biografia
Goodhue nacque a Salem, nel Massachusetts e si laureò all'Harvard College nel 1766. Lavorò come mercante e divenne membro della Camera dei rappresentanti del Massachusetts dal 1780 al 1782 e successivamente senatore del Massachusetts nel 1783 e dal 1786 al 1788. Fu anche membro della Convenzione costituzionale nel 1779 e nel 1780. Goodhue venne eletto al primo e nei successivi tre Congressi dal 4 marzo 1789 fino alle sue dimissioni nel giugno del 1796. Venne eletto anche al quarto Congresso nel 1796, stavolta al Senato degli Stati Uniti, per riempire il posto vacante dopo le dimissioni di George Cabot, rimase in carica dall'11 giugno 1796 all'8 novembre 1800, quando rassegnò le dimissioni. Morì nella sua città natale, Salem, il 28 luglio 1814. È sepolto al Broad Street Cemetery.